# Підгороднянська волость
Підгороднянська волость — адміністративно-територіальна одиниця Новомосковського повіту Катеринославської губернії.
Станом на 1886 рік — складалася з 1 поселення, 1 громади. Населення 3328 осіб (1712 осіб чоловічої статі і 1616 — жіночої), 543 дворових господарств.
|                     | Площа, десятин | У тому числі орної, десятин |
| ------------------- | -------------- | --------------------------- |
| Сільських громад    | 5701           | 4281                        |
| Приватної власності | —              | —                           |
| Іншої власності     | 118            | 87                          |
| Загалом             | 5819           | 4368                        |

Єдине поселення волості:
- Підгородне — слобода над річкою Кільчень, 3328 осіб, православна церква, єврейська синагога.